# Шеремета Ярослав Гнатович
Ярослав Гнатович Шеремета (3 березня 1939 — 15 листопада 2017, м. Львів) — український художник декоративно-ужиткового мистецтва, кераміст; член Спілки радянських художників України (нині — Національна спілка художників України) з 1971 року. Доцент кафедри дизайну та основ архітектури Інституту архітектури Національного університету «Львівська політехніка».

## Життєпис
Народився 3 березня 1939 року. Закінчив Львівський державний інститут прикладного та декоративного мистецтва у 1967 році. Педагоги з фаху: Севера І. В., Крвавич Д. П., Манастирский В. А., Ткаченко М. В. та інші. 
Працював в галузі декоративно-ужиткового мистецтва (кераміка), живопису та акварелі. 
Ярослав Шеремета — відомий художник у галузі декоративно-прикладної та монументальної кераміки, олійного живопису та акварелі. Свою творчу діяльність художник розпочав у 1963 році, ще під час навчання у Львівському державному інституті прикладного та декоративного мистецтва (нині Львівська національна академія мистецтв) на відділі художньої кераміки. Художник плідно працював також у жанрах пейзажу, натюрморту та портрету. Подільські простори, бойківські краєвиди, урбаністичний Львів — все це улюблена серцю земля, яку художник малює з великим захопленням. У картинах Ярослава Шеремети декоративна насиченість, реалістичність та неповторність української землі. «У його керамічних творах — цілий космос української праці, з бджолярами, косарями, є серія зі Львовом, відомі ренесансні рельєфи, барочні шрифти. Ярослав Шеремета із тих художників, які працюють систематично. Мешкав та працював у Львові.

## Творчість
У творчому доробку Ярослава Шеремети кілька сотень керамічних творів, які тиражувалися на Львівській експериментальній кераміко-скульптурній фабриці. Це декоративні тарілки, чайні та кавові сервізи, вази, декоративна пластика тощо.
кераміка
- статуетка «Козлятко»;
- дзбанок (1980-ті, кам'яна маса, емалі; 28×17×21 см);
- дзбан кінець (1970-х, кам'яна маса, емалі, солі; 14,5×18,2×14 см).

декоративні тарелі
- «Мій дім»;
- «У трудовий опівдні»;
- «Летять журавлі»;
- «Збір врожаю»;
- «Горобець» (1980-ті, кам'яна маса, емалі, діаметр 18,8 см);
- «Олень» (1980-ті, кам'яна маса, емалі, глазур, діаметр 18,5 см);
- «Фіалки» (1980-ті, кам'яна маса, емалі, глазур, діаметр 37 см);
- «Маки» (1980-ті, кам'яна маса, емалі, глазур, діаметр 36,5 cм);
- «Синиці» (1980-ті, кам'яна маса, емалі, глазур, діаметр 37 см);
- «Білочка» (1980-ті, кам'яна маса, емалі, діаметр 35 см);
- «Козуля» (1980-ті, кам'яна маса, емалі, глазур, діаметр 34,5 см);
- «Лелеки» (1980-ті, кам'яна маса, емалі, глазур, діаметр 33,2 см);
- «Ромашки» (1980-ті, кам'яна маса, емалі, діаметр 33 см);
- «Зимовий пейзаж» (1980-ті, кам'яна маса, емалі, діаметр 33 см);
- «Папуги» (1990-ті, кам'яна маса, емалі, глазур, діаметр 33,2 см);
- «Заяць» (1990-ті, кам'яна маса, емалі, діаметр 34 см);
- «Натюрморт» (1990-ті, кам'яна маса, емалі, діаметр 35 см).

Оформлення громадських та житлових будівель
- декоративне панно «Добробут» (кам'яна маса, солі, смоли, 1978, спільно з художником Григорієм Кічулою, Львівський виноробний завод).

Професійна зрілість та повнота творчого діапазону майстра розкрилася на його персональних виставках У 1990, 1999 та 2009 роках, де Ярослав Шеремета експонував понад півтори сотні творів кераміки, живопису, графіки, яка здобула заслужене визнання громадськості та художньої критики. Так само учасник і республіканських, всесоюзних та міжнародних виставок. Найкращі твори художника перебувають у музеях Києва, Львова, Сум та приватних збірниках колекціонерів України, Канади, США.
Ярослав Шеремета виховав не одне покоління художників, архітекторів, дизайнерів, котрі продовжують творити українське мистецтво сьогодні.